# Lijst van beschermde gebieden in Tasmanië
Tasmanië is de kleinste staat van Australië, maar bevat wel de meeste natuurparken en beschermde gebieden. In totaal bevat het 495 afzonderlijke beschermde gebieden van in totaal 22.034 km². 19 daarvan zijn nationaal parken van in totaal 14.308 km² (20,94% van de staatsoppervlakte).

## Natuurbehoudgebieden
- Adamsfield
- Alpha Pinnacle
- Ansons Bay
- Arthur-Pieman
- Asbestos Range
- Badger Corner
- Bay Of Fires
- Bernafai Ridge
- Boltons Beach
- Bouchers Creek
- Briggs Islet
- Brougham Sugerloaf
- Burnie Fernglade
- Calverts Lagoon
- Cape Portland
- Cat Island
- Central Plateau
- Chalky Island
- Chuckle Head
- Clifton Beach
- Coles Bay
- Coswell Beach
- Cradle Mountain-Lake St Clair
- Cressy Beach
- Deal Island
- Denison Rivulet
- Detention Falls
- Double Sandy Point
- Douglas-Apsley
- Eaglehawk Bay-Flinders Bay
- Egg Beach
- Foochow Inlet
- Fossil Bluff
- Four Mile Creek
- George Town
- Goose Island
- Granite Point
- Granite Tor
- Great Western Tiers
- Gull Island
- Harry Walker Tier
- Heazlewood Hill
- Hunter Island
- Judbury
- Kelvedon Beach
- Lackrana
- Lagoons Beach
- Lake Beatrice
- Lake Dulverton
- Lees Point
- Lillico Beach
- Little Beach
- Little Boobyalla River
- Little Green Island
- Little Quoin
- Logan Lagoon
- Low Head
- Maatsuyker Island
- Mayfield Bay
- Medeas Cove
- Mile Island
- Millingtons Beach
- Mole Creek Karst
- Mount Bethune
- Mount Direction
- Mount Faulkner
- Mount Roland
- Mount Rumney
- Musselroe Bay
- Night Island
- Oyster Rocks
- Pardoe Northdown
- Parnella
- Peggs Beach
- Perkins Island
- Peter Murrell
- Pieman River
- Port Cygnet
- Port Sorell
- Ralphs Bay
- Randalls Bay
- Raspins Beach
- Redbill Point
- Reef Island
- River Derwent
- Roaring Beach
- Sandspit River
- Scamander
- Sensation Gorge
- Seymour
- Sister Islands
- South Arm
- Southport Lagoon
- Southwest
- Spiky Beach
- St Clair Lagoon
- St Helens
- Stanley
- Strickland
- Surveyors Bay
- Swansea
- Table Cape
- Table Mountain
- Tamar River
- Tathams Lagoon
- Tatlows Beach
- The Steppes
- Three Hummock Island
- Tiger Rise
- Truganini
- Tunbridge Tier
- Vale Of Belvoir
- Waddles Creek
- Waterhouse
- West Inlet
- Wingaroo
- Wright and Egg Islands
- Wybalenna Island

## Bossen
- Andersons Creek
- Apslawn
- Arm River
- Arthur River
- Arve Loop
- Avenue River
- Badger River
- Balfour Track
- Bells Marsh
- Big Sassy Creek
- Black Creek
- Black Jack Hill
- Blue Tier
- Boco Creek
- Bond Tier
- Bonneys Tier
- Borradaile
- Boyd
- Break O'day
- Bridgenorth
- Brookerana
- Brown Mountain
- Brushy Rivulet
- Burns Peak
- Buxton River
- Caroline Creek
- Castle Cary
- Chicks Perch
- Christmas Hills
- Coppermine Creek
- Crayfish Creek
- Cygnet River
- Dalgarth
- Dans Hill
- Deep Gully
- Den Hill
- Den Ranges
- Denison Ridge
- Derby
- Dial Range
- Dickies Ridge
- Dip Falls
- Dip River
- Dismal Range
- Doctors Peak
- Dogs Head Hill
- Dove River
- Drys Bluff
- Duck River
- Eastern Tiers
- Emu Ground
- Emu River
- Esperance River
- Evercreech
- Fisher Tier
- Fletchers Hill West
- Flowerdale River
- Fords Pinnacle
- Franklin Rivulet
- Frome
- German Town
- Gravelly Ridge
- Griffin
- Hardings Falls
- Hatfield River
- Henty
- Hollybank
- Hopetoun
- Huntsmans Cap
- Huskisson River
- Jackeys Creek
- Jean Brook
- John Lynch
- Joy Creek
- Julius River
- Kenmere Creek
- Kohls Falls
- Lady Binney
- Lady Nelson
- Lake Binney
- Lake Chisholm
- Lanes Tier
- Laurel Creek
- Lawrence Rivulet
- Lefroy
- Liffey
- Lizard Hill
- Lobster Rivulet
- Long Hill
- Long Ridge
- Lost Falls
- Lovells Creek
- Lower Marsh Creek
- Luncheon Hill
- Lutregala Creek
- Mackintosh
- Maggs Mountain
- Martins Hill
- Mathinna Falls
- Meander
- Meetus Falls
- Mersey River
- Mersey White Water
- Midday Hill
- Milkshake Hills
- Millers Bluff
- Montagu River
- Montagu Swamp
- Mount Arthur
- Mount Bruny
- Mount Careless
- Mount Dromedary
- Mount Foster
- Mount Horror
- Mount Kershaw
- Mount Mangana
- Mount Maurice
- Mount Midway
- Mount Morrison
- Mount Ponsonby
- Mount Puzzler
- Mount Stronach
- Mount Thunderbolt
- Mount Victoria
- Mount Wedge
- Nicholas Range
- North Esk
- North Scottsdale
- Nunamara
- Old Park
- Oldina
- Ouse River
- Oxberry Plains
- Paradise Plains
- Parangana Sugerloaf
- Peaked Hill
- Pepper Hill
- Pipers River
- Plains Creek
- Porcupine Hill
- Promised Land
- Prossers
- Pruana
- Quamby Bluff
- Rayners Hill
- Rebecca Creek
- Reedy Marsh
- Remarkable Rock
- Rimons Hill
- Ringarooma River
- River Hill
- Roaring Magg Hill
- Royal George
- Sandspit River
- Sawmill Creek
- Sawpit Ridge
- Scamander
- Shakespeare Hills
- Snow Hill
- Snowy River
- South Esk
- South Weld
- Spinning Gum
- Springfield
- Staverton
- Stringybark
- Sumac
- Swan River
- Tahune
- Tanina Bluff
- Tarraleah
- Teds Flat
- Teepookana
- The Dog Kennels
- Tippogoree Hills
- Tombstone Creek
- Tooms Lake
- Trowutta
- Tungatinah
- Upper Natone
- Virginstow
- Warra Creek
- Warrawee
- Wayatinah
- Weavers Creek
- Welcome Swamp
- Wentworth Creek
- Wes Beckett
- Wild Bee
- Winterbrook Falls
- Yellow Bluff Creek

## Historische bezienswaardigheden
- Batchelors Grave
- Callington Mill
- Coal Mines
- Currie Lightkeepers Residence
- D'entrecasteaux Monument
- D'entrecasteaux Watering Place
- Eaglehawk Neck
- Entally House
- George III Monument
- Highfield
- Kangaroo Bluff
- Lyons Cottage
- Macquarie Harbour
- Mount Direction
- Old Trinity Church-Criminal Courts
- Port Arthur
- Richmond Gaol
- Ross Female Convict Station
- Shot Tower
- Strahan Customs House
- Sydney Cove
- Tasman Monument
- The Female Factory
- Toll House
- Waubadebar's Grave
- Yorktown

## Inheemse beschermde gebieden
- Oyster Cove
- Risdon Cove
- Preminghana

## Marine beschermde gebieden
- Governor Island
- Ninepin Point
- Tinderbox
- Maria Island
- Macquarie Island
- Kent Group of Islands
- Port Davey

## Nationaal parken
- Ben Lomond
- Cradle Mountain-Lake St Clair
- Douglas Apsley
- Franklin-Gordon Wild Rivers
- Freycinet
- Hartz Mountains
- Kent Group
- Maria Island
- Mole Creek Karst
- Mount Field
- Mount William
- Narawntapu
- Rocky Cape
- Savage River
- South Bruny
- Southwest
- Strzelecki
- Tasman
- Walls of Jerusalem

## Natuurlijke recreatie gebieden
- Briant Hill
- Coningham
- Gordons Hill
- Hope Island
- Humbug Point
- Kate Reed
- Knopwood Hill
- Lake Barrington
- Meehan Range (Mt. Direction)
- Meehan Range (Redgate)
- Recherche Bay
- Rosny Hill
- Snug Falls
- South Arm

## Natuurgebieden
- Albatross Island
- Bass Pyramid
- Betsey Island
- Big Green Island
- Black Pyramid Rock
- Cape Bernier
- Cape Deslacs
- Chappell Islands
- Christmas Island
- Clarke Island
- Coal River Gorge
- Curtis Island
- Dennes Hill
- Devils Tower
- Diamond Island
- Dismal Swamp
- Duckholes Lagoons
- East Kangaroo Island
- East Risdon
- Foster Islands
- George Rocks
- Green Island
- Green Point
- Hawley
- Hospital Creek
- Ile Des Phoques
- Isabella Island
- Judgement Rocks
- Kentford Forest
- Lake Johnston
- Lavinia
- Lime Bay
- Long Spit (privé)
- Low Islets
- Moriarty Rocks
- Native Point
- North East Islet
- Penguin Islet
- Peter Murrell
- Pitt Water
- Reid Rocks
- Rodondo Island
- Sith Cala
- Tenth Island
- The Doughboys
- Three Hummock Island
- Three Sisters-Goat Island
- Tom Gibson
- Township Lagoon
- West Moncoeur Island
- Wingaroo
- Wright Rock

## Beschermde gebieden
- Seven Mile Beach

## Regionale parken
- Mount Dundas
- Mount Murchison
- Savage River

## Staatsrecreatiegebieden
- Four Springs
- Meehan Range

## Staatsgebieden
- Alum Cliffs
- Bradys Lookout
- Derwent Cliffs
- Devils Gullet
- Eaglehawk Bay
- Eugenana
- Fairy Glade
- Ferndene
- Forest Vale
- Forth Falls
- Gunns Plains Cave
- Hastings Caves
- Hellyer Gorge
- Henty Glacial Moraine
- Holwell Gorge
- Ida Bay
- Junee Cave
- Kimberley Springs
- Liffey Falls
- Little Beach
- Little Peggs Beach
- Lookout Rock
- Marriotts Falls
- Mount Arthur
- Mount Barrow
- Mount Barrow Falls
- Mount Montgomery
- Notley Gorge
- Palmers Lookout
- Pieman River
- Pirates Bay
- Quarantine
- Roger River
- Safety Cove
- Seal Rocks
- St Columba Falls
- St Marys Pass
- St Patricks Head
- Stewarts Bay
- Sundown Point
- Tessellated Pavement
- The Nut
- The Steppes
- Trevallyn
- Trial Harbour
- Trowutta Caves
- Waterfall Creek
- West Point
- Wye River
- Yellow Creek